# Ciklámen (keresztnév)
A Ciklámen női név a ciklámen nevéből ered, ami a görög küklosz szóból ered, jelentése: kör.

## Gyakorisága
Az újszülötteknek adott nevek körében az 1990-es években szórványosan fordult elő. A 2000-es és a 2010-es években sem szerepelt a 100 leggyakrabban adott női név között.
A teljes népességre vonatkozóan a Ciklámen sem a 2000-es, sem a 2010-es években nem szerepelt a 100 leggyakrabban viselt női név között.

## Névnapok
november 26., december 4., december 5.